# FSO Polonez
O FSO Polonez é um automóvel polaco, produzido pela FSO entre 1978 e 2002.
Foi baseado no Polski Fiat 125p, construído pela FSO sob licença da Fiat, com base no Fiat 125. Os componentes internos (motor, peças de carroçaria e peças de mecânica) foram retirados inteiramente do Polski Fiat 125p e incorporados numa carroçaria de aspecto mais moderno.
Os primeiros modelos produzidos apresentavam motores de 1300 cm³ e 1500 cm³. Em 1987, começou a ser produzida uma versão com 1600 cm³.
No fim dos anos 80, uma série de Polonez foi exportada para a Nova Zelândia. Foram também exportados para o Chile, na mesma altura, durante alguns anos. Nalguns países, o FSO Polonez foi vendido como FSO Celina.
Em 1991, foi dado início à produção da versão "Caro", com características mais modernas aos níveis da estética e dos motores, nessa altura com 1600 cm3 a gasolina, com catalisador, e diesel de 1900 cm3. Em 1999, foram introduzidas as versões "Combi" e "Atu".
O FSO Polonez sofreu de um desempenho fraco, quando comparado com veículos mais recentes, na fase mais avançada da sua produção. A fiabilidade também ofereceu alguns problemas, apesar de ultrapassados por peças baratas, normalmente disponíveis para substituição. Os últimos modelos produzidos ofereceram características modernas tais como vidros eléctricos, mas estes também se revelaram pouco fiáveis.
A sua produção acabou por terminar, 24 anos após o seu início, devido a preferência dos potenciais compradores por carros usados importados da Europa ocidental. O Polonez, com a sua concepção antiga, deixou de conseguir corresponder às regras rígidas impostas pela Europa. A procura sofreu um decréscimo acentuado. As últimas versões produzidas destinavam-se ao transporte de carga.
Ainda é comum ver o Polonez na estrada na Europa de leste, especialmente na sua terra natal, na Polónia. É raro vê-los em Portugal, por nunca terem sido importados, apesar de, por vezes, turistas polacos os levarem para aquele país, em férias.

## Curiosidades
- Durante os protestos contra o partido comunista, o então sindicalista Lech Wałęsa deu a cara com o seu FSO Polonez.
- A polícia polaca colocava modelos inutilizados do FSO Polonez à beira da estrada, com as pinturas da própria polícia, para intimidar os condutores.

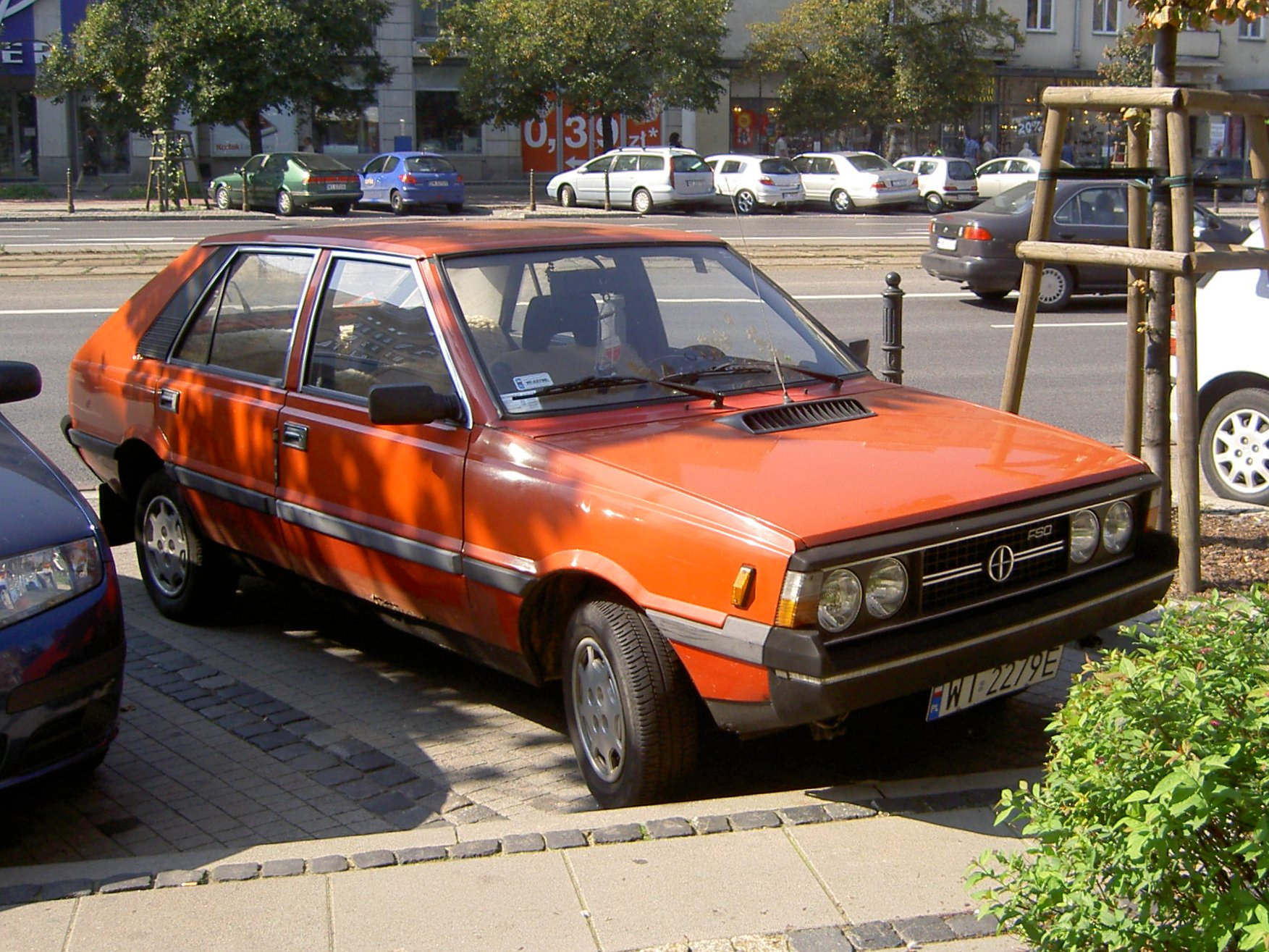
Um FSO Polonez MR'83
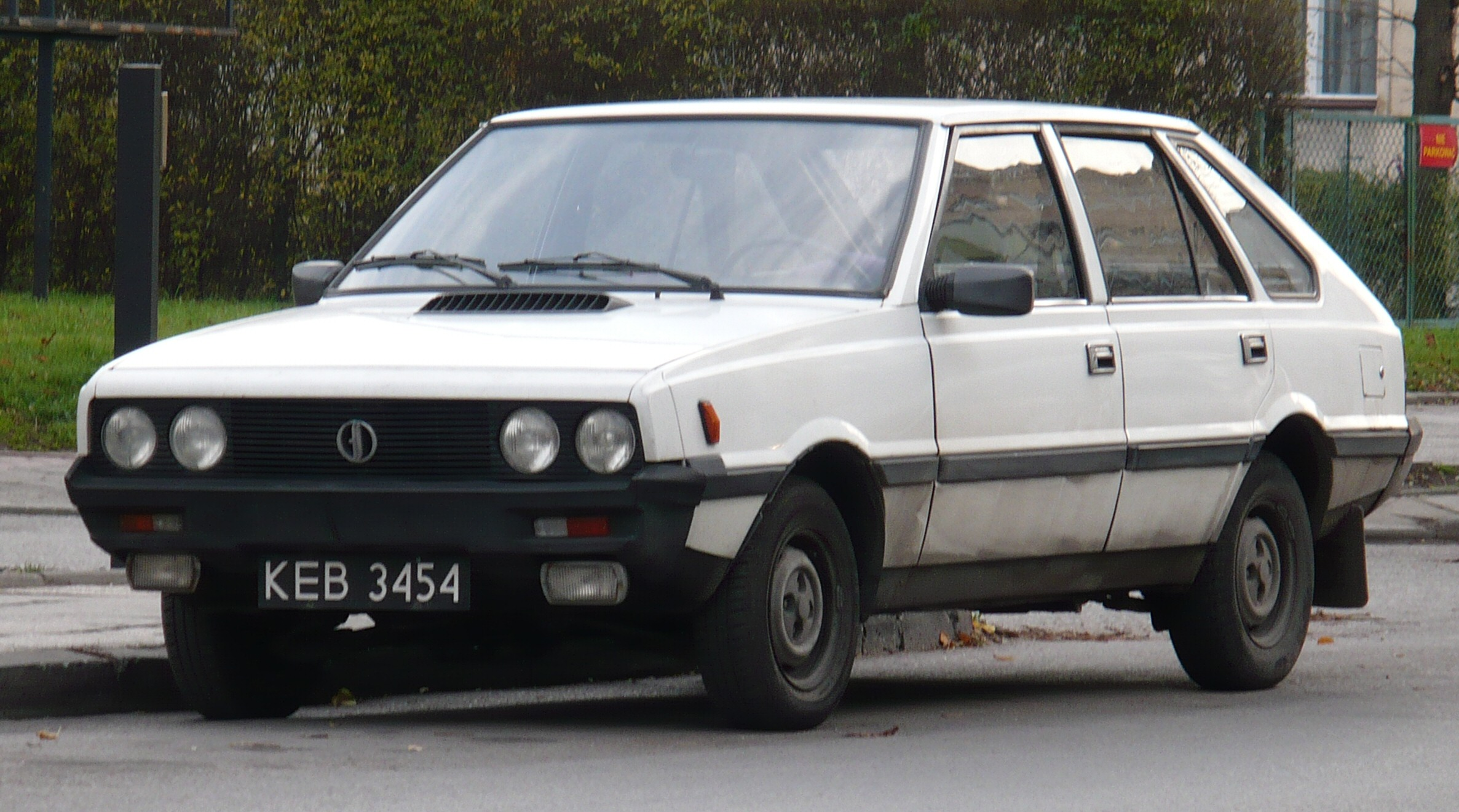
Um FSO Polonez MR'87 azul
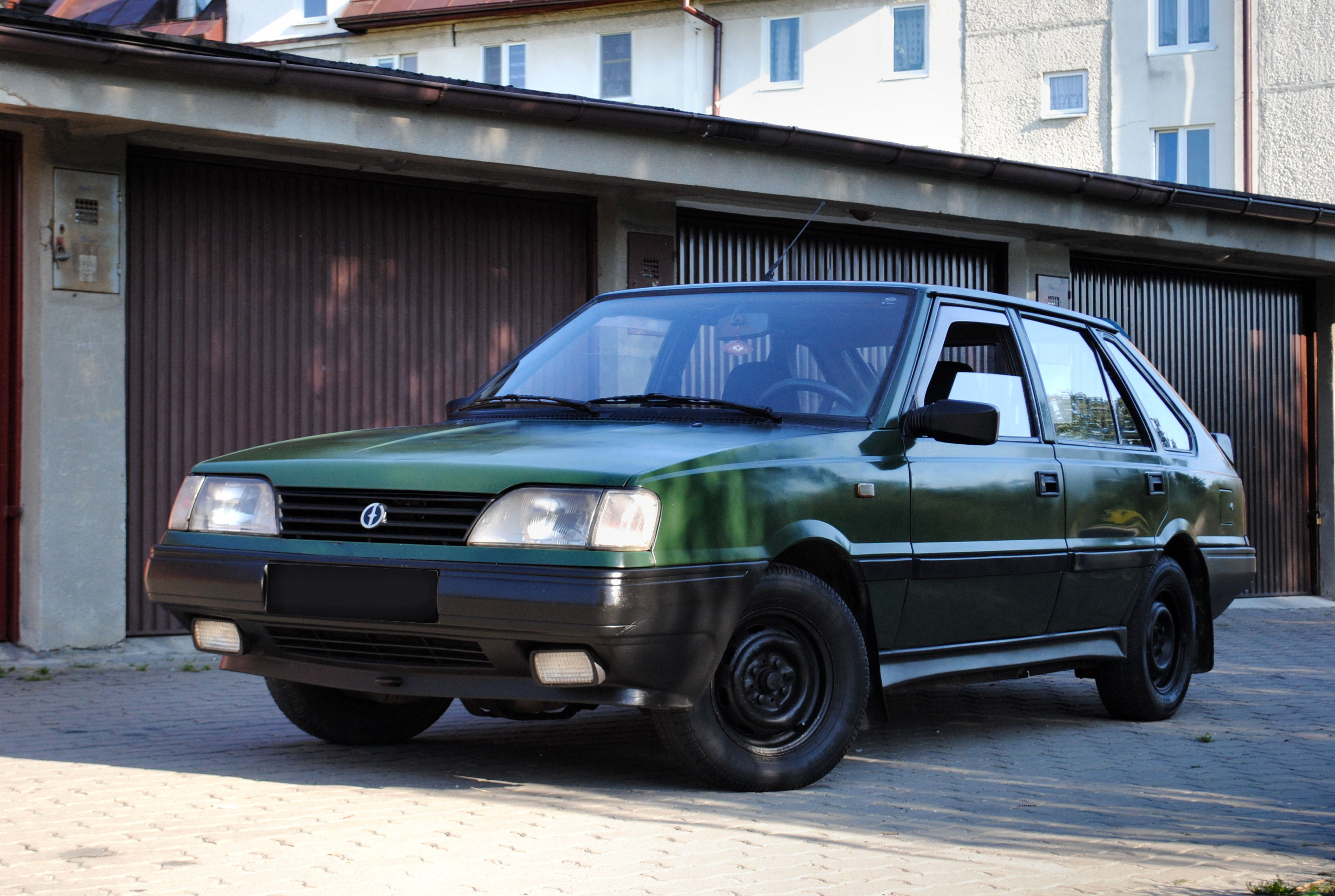
Um FSO Polonez Caro MR'93
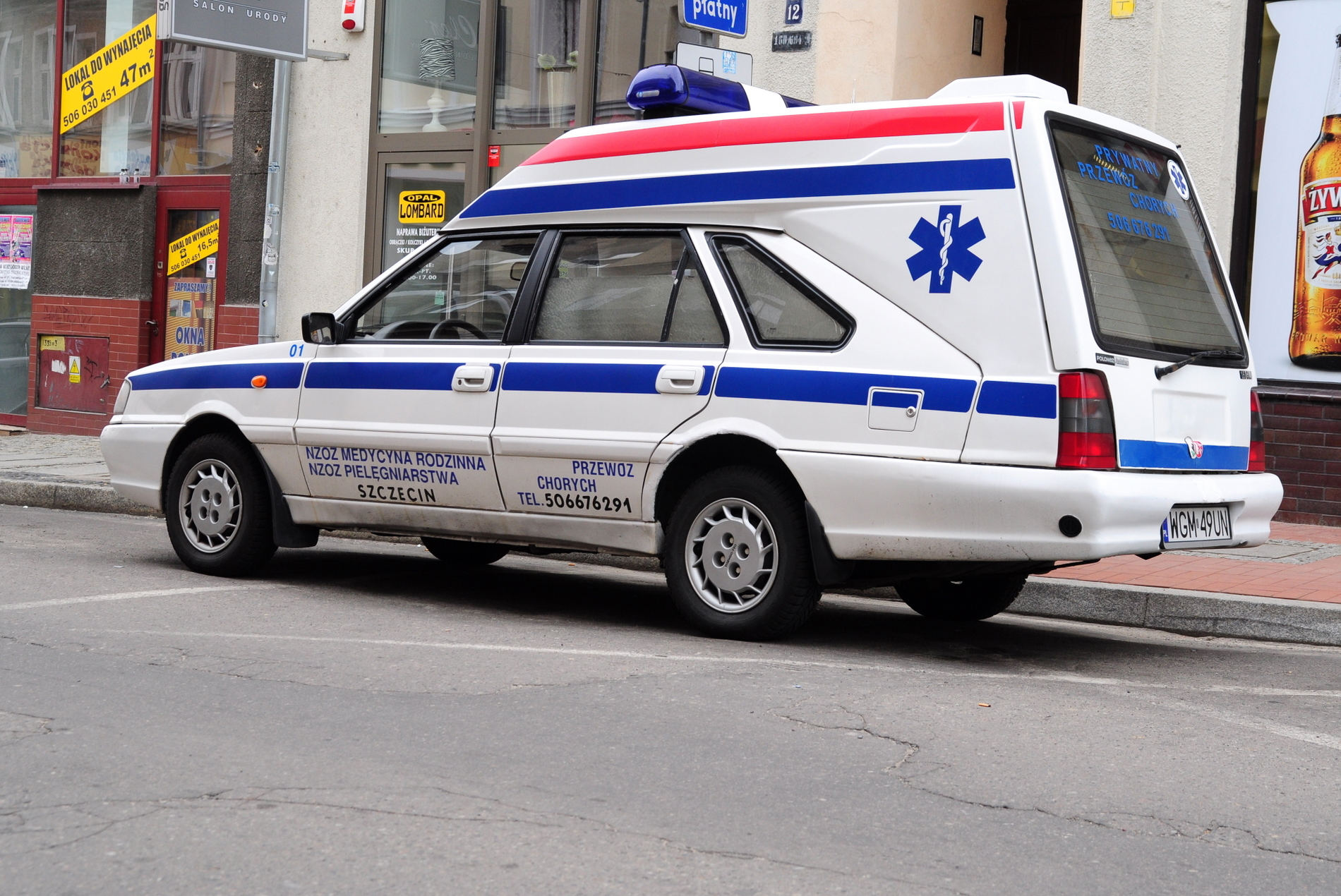
Um FSO Polonez Ambulans (Ambulância)